# Santo Antônio do Caiuá
Santo Antônio do Caiuá là một đô thị thuộc bang Paraná, Brasil. Đô thị này có diện tích 219,066 km², dân số năm 2007 là 2748 người, mật độ 12,4 người/km².